# Trockenrisse (Holz)

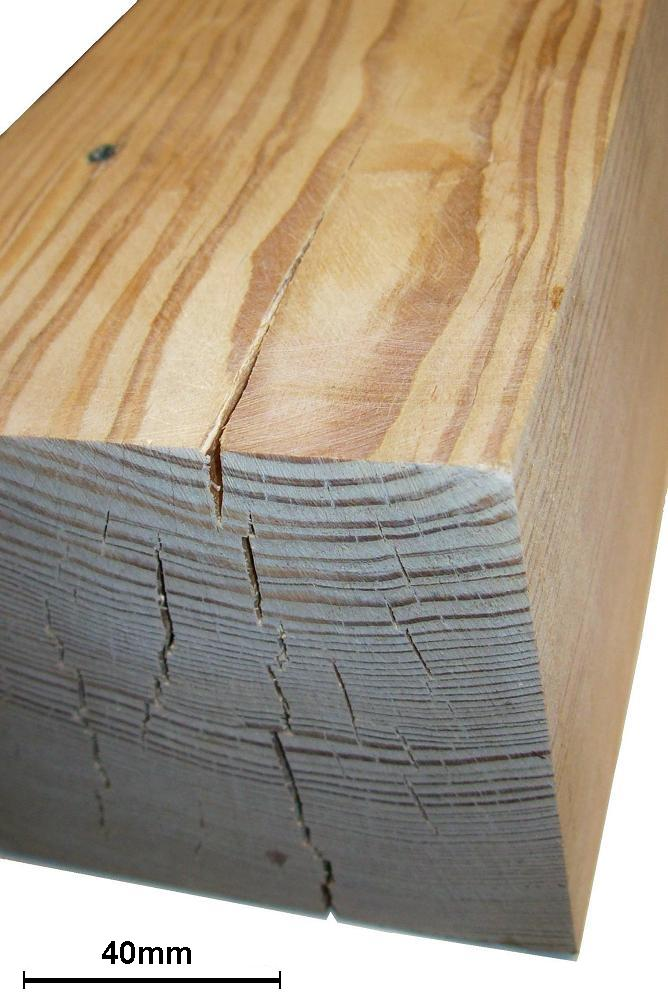
Innere und äußere Schwindungsrisse durch Holztrocknung verlaufen quer zu den Jahresringen. Zu sehen sind überwiegend Hirnrisse an der Stirnfläche, sowie ein Oberflächenriss an der Oberseite des Balkens.

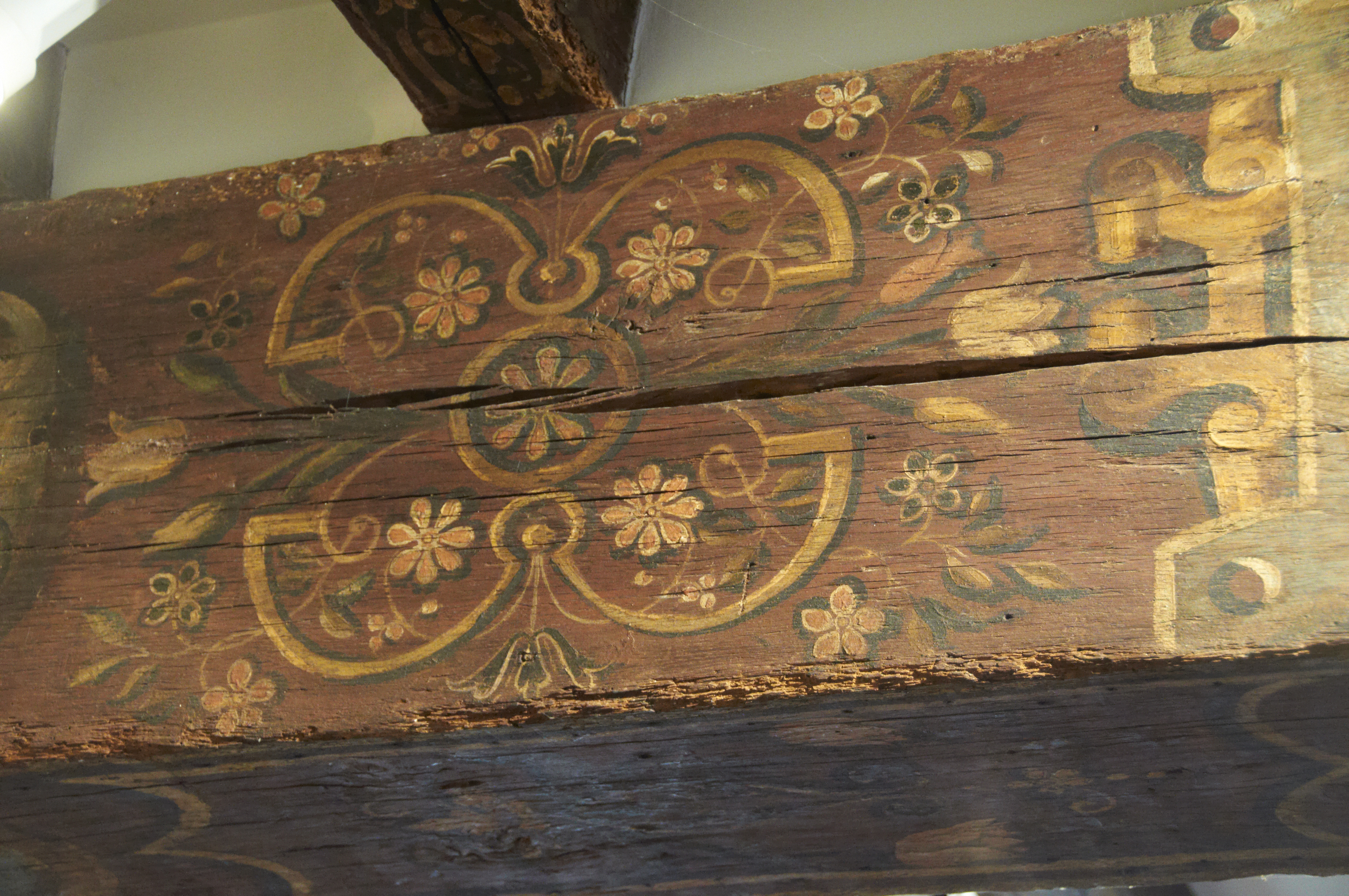
Äußere Schwindungsrisse an historischem Balken im Presbyterium in Vouzon

Trockenrisse im Holz entstehen bei natürlicher- (Freiluft) und künstlicher- (Kammer, technischer) Holztrocknung durch die Schwindung des Holzes.
Holz schwindet in Richtung der Jahresringe (tangential) fast doppelt so stark wie quer zu ihnen. Dadurch bilden sich radiale Risse im Holz, die also von der Rinde des Stammes bis zum Kern weisen.
Je größer der Querschnitt von Balken, Kanthölzern, Bohlen und Brettern, desto größer die Gefahr der Rissbildung und desto größer die Risse selbst.

## Entstehung
Die Fasersättigung liegt je nach Holzart bei durchschnittlich etwa 30 % Holzfeuchte. Trocknungsrisse treten ab dem Unterschreiten des Fasersättigungsbereiches auf und sind in der ersten Trocknungsphase bis auf 18 bis 20 % Holzfeuchte am stärksten ausgeprägt. Beim weiteren Herabtrocknen werden die Risse breiter, aber kaum noch tiefer. Es können sich jedoch weitere kleine Oberflächenrisse bilden, die sich beim Anfeuchten des Holzes teilweise wieder schließen.
Da Holz von außen nach innen trocknet, schrumpft zunächst das Splintholz um den noch feuchten Kernholzbereich und wird rissig. Bei der weiteren Trocknung treten auch im Kernholz Risse auf. Trockenrisse zeigen sich als Oberflächenrisse an den Längsflächen und Hirnrisse an den Stirnflächen. Holz arbeitet, nimmt aus der Umgebungsluft Feuchtigkeit auf und gibt sie ab, was zur Volumenveränderung führt. Die Bildung verstärkt sich besonders bei der direkten Aussetzung von Witterung und starken Feuchtigkeitswechseln. Die Holzzellen ziehen sich in tangentialer Richtung stärker zusammen als in radialer Richtung. Verschiedenes Schwinde- und Quellverhalten führt zur Bildung von Trockenrissen in der entsprechenden Faserungsrichtung des Holzes. Längs der Jahrringe arbeitet das Holz 1,5- bis 2-mal schneller als in senkrechter Richtung, deshalb verlaufen Trockenrisse immer in radialer Richtung. Beim Bauen mit Holz muss darauf geachtet werden, dass es nicht zu schnell trocknet und nicht zu nass verbaut wird. Risse können sich negativ auf die Tragfähigkeit des verbauten Materials auswirken, zudem bieten sie dem Hausbock gute Voraussetzung für die Eiablage.

## Frischholz
Frisch gefälltes Rundholz trocknet am schnellsten über die Schnittfläche der Stirnseite (Hirnholz). Je größer der Durchmesser eines Baumstammes ist, desto eher kommt es zu „Hirnrissen“, die sich weit in den Stamm hinein fortsetzen können. Stark hirnrissige Baumstämme verlieren an Wert und sind nur noch eingeschränkt nutzbar (z. B. als Brennholz). Bei Wertholz werden deshalb oft gleich nach dem Fällen, S- oder doppel-T-förmige Klammern, oder nach dem Aufsägen (Auftrennen) im Sägewerk Wellenbandeisen ins Hirnholz geschlagen, um die Hirnrissigkeit zu reduzieren. Alternativ kann die Stirnfläche mit einem Baumwachs oder einem beliebigen Anstrich überzogen werden, der den Feuchtigkeitsaustausch reduziert. Üblich ist dies vor allem bei wertvollerem Laubholz sowie bei Bangkirai.

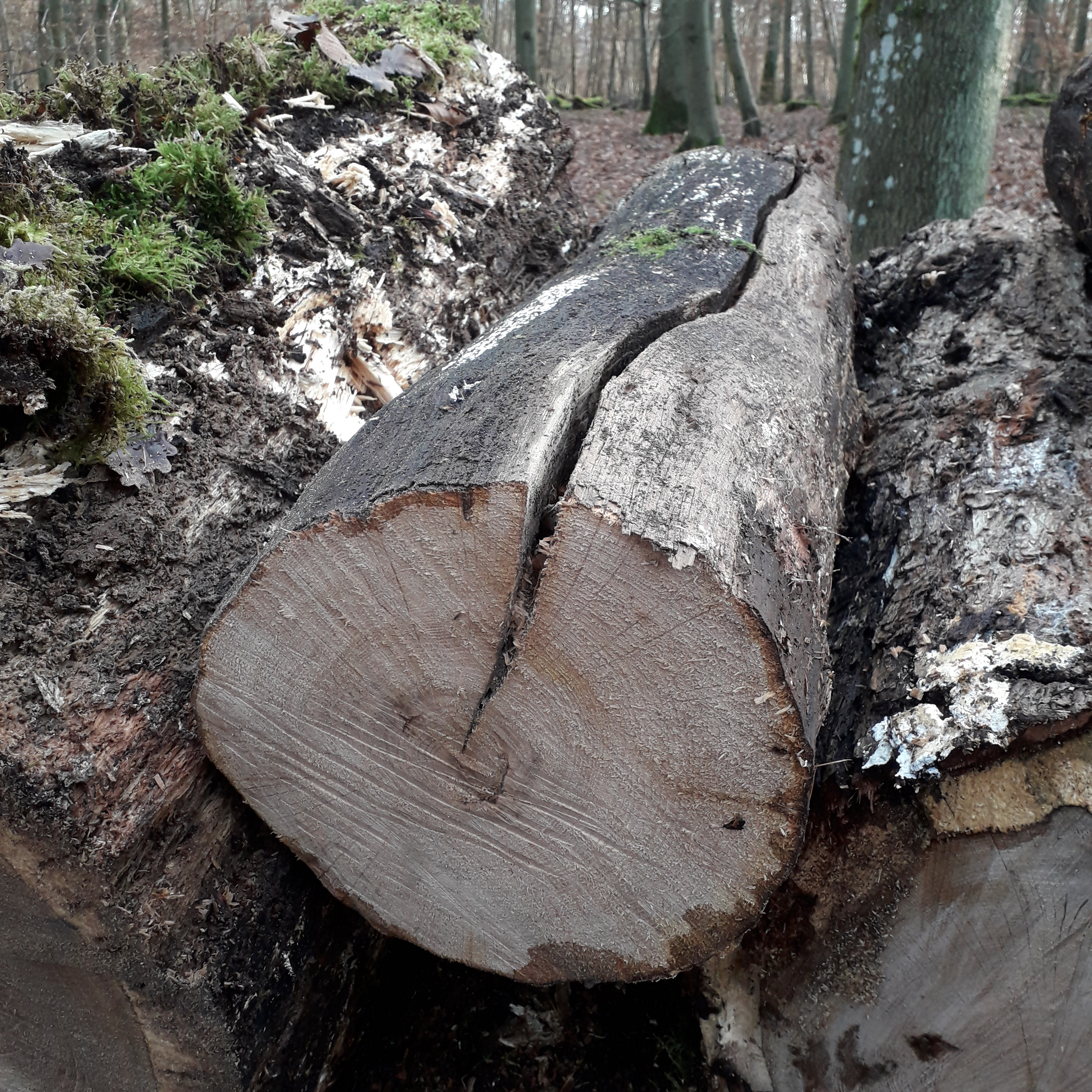
Trockenriss von der Rinde bis zum Kern
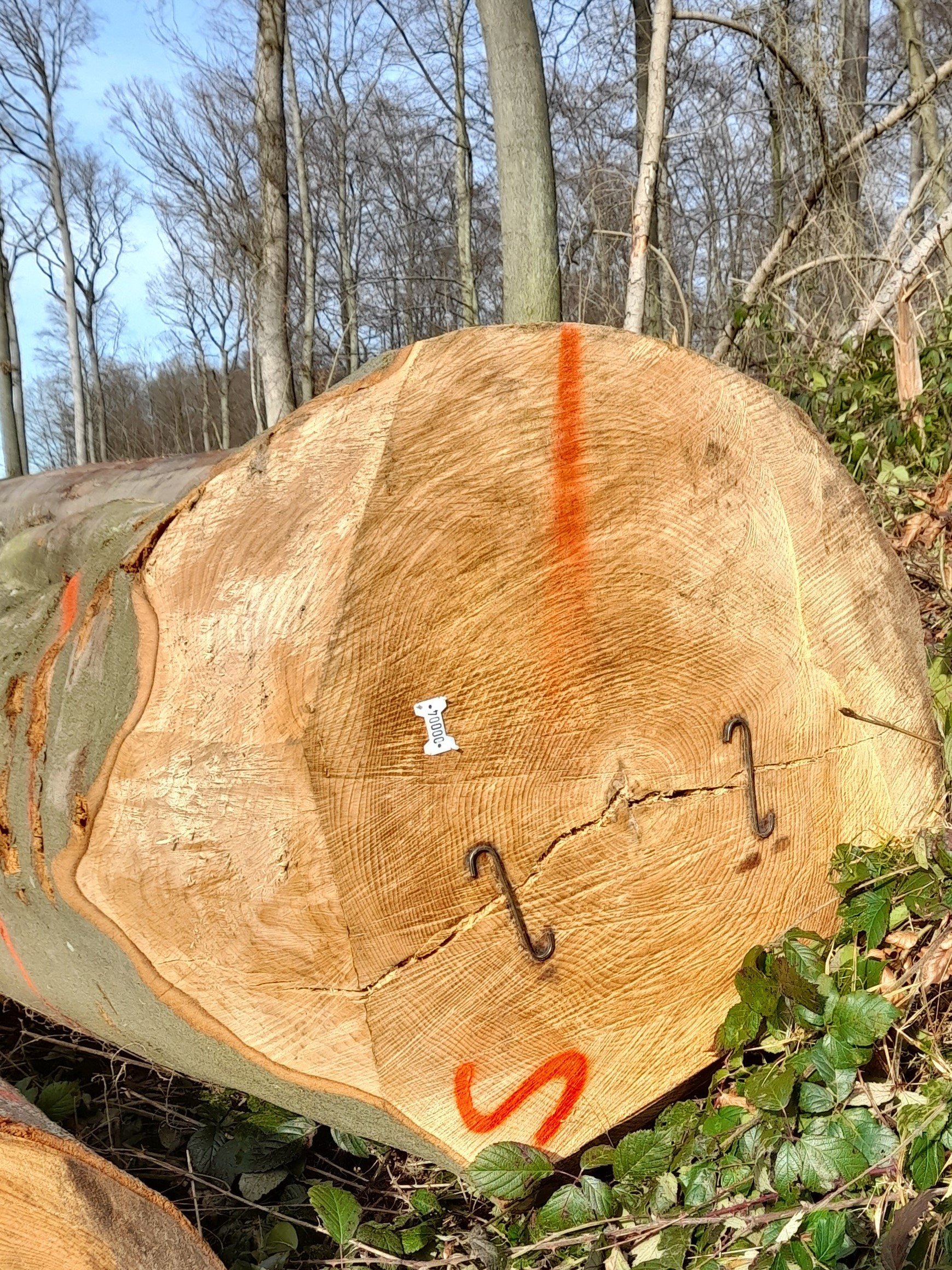
Laubholzstamm (Buche) mit zwei S-förmigen Klammern über durchgehenden Hirnholzriss

## Vermeidung von Schwindrissen an Holzbauteilen im Außenbereich
Die Holzfeuchte beim Einbau des Holzes sollte auf die in der Umgebung zu erwartende Holzausgleichsfeuchte abgestimmt werden.
Trägt man einen Schutzanstrich auf die oberen Schichten des Holzes auf, minimiert man so den Feuchtigkeitsaustausch und damit das Quellen und Schwinden. Die Anstriche sollten regelmäßig überprüft und ausgebessert werden. Mit Leinöl behandeltes Holz kann ohne weitere Vorarbeiten immer wieder überstrichen werden.
Vom Sonnenlicht beschienene Bauteile sollten hell gestrichen werden, um eine starke Austrocknung durch das Aufheizen des Holzes zu vermeiden, insbesondere des Stirnholzes.
Waagerechte Flächen, auf denen sich Wasser sammeln kann, sollten ebenfalls vermieden werden. Solche Oberflächen sollten abgeschrägt oder abgedeckt werden, insbesondere Stirnholz.
Rechte (ehemals zum Stamminneren hin ausgerichteten) Brettseiten sollten nach oben weisen oder der Witterung zugewandt sein. In ihnen bilden sich weniger Trocknungsrisse. Dies gilt auch für Leimholzbinder.
Bretter mit stehenden Jahresringen (Rift- oder Halbrift-Einschnitt) neigen weniger zur Rissbildung.

## Richtlinien
Die DIN 4074-1 sieht Schwindrisse bei statisch beanspruchten Brettern und Bohlen im Außenbereich (z. B. als Terrassen- und Bodenbelag) nicht als Kriterium für die Sortierung vor. Sie sind in allen Sortierklassen (S 7 / S 10 / S 13) zulässig.
Bei trocken sortierten und überwiegend hochkant beanspruchten Balken und Kanthölzern gilt hingegen eine Beschränkung der Schwindrisse als Sortierkriterium.
Für Konstruktionsvollholz für den sichtbaren Bereich (KVH-Si) und Brettschichtholz (Leimholz) gelten weitere Einschränkungen.
Die DIN 68365 "Schnittholz für Zimmererarbeiten – Sortierung nach dem Aussehen – Nadelholz" nach den Sortierkriterien der Güteklasse 1, 2 und 3 sind Schwindrisse für Kanthölzer, Bretter und Bohlen je nach Güteklasse von 3 % der Breite und bis ≤ 1,5 × Breite an Endrisslänge zulässig. Blitzrisse und Ringschäle sind nicht zulässig.
Die DIN 68126-3 verbietet durchgehende Risse in Profilbrettern mit Schattennut in der A-Sortierung. Endrisse und Haarrisse sind zulässig.